# Reichenberg (Bawaria)
Reichenberg – gmina targowa w Niemczech, w kraju związkowym Bawaria, w rejencji Dolna Frankonia, w regionie Würzburg, w powiecie Würzburg. Leży około 9 km na południe od Würzburga, przy drodze B19 i linii kolejowej Stuttgart - Würzburg.

## Dzielnice
W skład gminy wchodzą następujące dzielnice: 
- Reichenberg
- Albertshausen
- Fuchsstadt
- Uengershausen
- Lindflur

## Demografia
| Rok  | Liczba mieszk. |
| ---- | -------------- |
| 1970 | 3501           |
| 1987 | 3732           |
| 2000 | 4090           |

## Oświata
(na 1999)

W gminie znajduje się 150 miejsc przedszkolnych (z 152 dziećmi) oraz szkoła podstawowa (10 nauczycieli, 179 uczniów).